# François Vercken
 (décembre 2008).
 (décembre 2008).
Si vous disposez d'ouvrages ou d'articles de référence ou si vous connaissez des sites web de qualité traitant du thème abordé ici, merci de compléter l'article en donnant les références utiles à sa vérifiabilité et en les liant à la section « Notes et références ».
François Vercken, de son nom complet François Vercken de Vreuschmen, né à Paris le 8 avril 1928 et mort dans la même ville le 11 décembre 2005, est un compositeur français.

## Biographie
François Vercken n'est pas un compositeur précoce : ce n’est qu’à l’âge de 27 ans qu’il commence des études musicales sérieuses. À 20 ans, pour financer ses études musicales et ses premiers achats de disques de jazz, il est maître de chapelle au Collège oratorien de Juilly où il dirige la chorale "La Cigale" (dans laquelle chantent notamment, parmi les basses, le futur comédien Philippe Noiret et en soprano enfant le professeur de chant et thérapeute Christian Guérin). Ce chœur est une filiale de la manécanterie des Petits Chanteurs à la Croix de Bois. C'est avec cet ensemble qu'il enregistre en 1949 son premier disque (Le chant des Oiseaux de Clément Janequin) et participe à Rome au Congrès des petits chanteurs (5000 exécutants).
Il travaille les techniques d’écriture et la composition auprès de Daniel-Lesur, et de Serge Nigg, rencontre d’autres maîtres tels qu’Yves Baudrier, et ressent l’influence de Maurice Ohana, Henri Dutilleux, Pierre Schaeffer et Guy Reibel. Sa première œuvre est une cantate, « Cantate pour le Vendredi-Saint », datant de 1968.
Il se passionne pour le jazz, fréquente les cabarets où se produisent Boris Vian, Sidney Bechet ou Django Reinhardt, et rencontre plus tard Oscar Peterson ou Miles Davis. Parallèlement, il explore les divers courants de la musique contemporaine, dans une grande liberté.
Sa vie professionnelle se déroule entièrement à l’ORTF, où il dirige Radio-Strasbourg, Radio-Bordeaux, puis le service de la musique de chambre et des retransmissions de Radio France.
Jusqu'en 1999, il collabore comme critique au magazine Le Monde de la musique, où il est spécialisé dans les articles sur les musiques chorales.
Son catalogue aborde tous les genres, de l’instrumental à l’opéra, en passant par la musique de film.
François Vercken a obtenu, entre autres, le grand prix audiovisuel de l’Europe en 1984, et le prix Pierre-et-Germaine-Labole de la SACEM en 1989. La plupart de ses œuvres sont éditées par Durand et par les éditions Le Chant du Monde.

## Une personnalité chaleureuse
Artisan en sons, comme il se définissait lui-même, homme de radio, poète de la voix, sa carrière professionnelle et musicale est parsemée de rencontres d'exception. Ses maîtres, Serge Nigg et Daniel-Lesur, les amis, Maurice Ohana et Louis Saguer, mais encore l'écrivain Marcel Jullian ou le peintre Mahdjoub ben Bella, ses liens dans le milieu du jazz, Django Reinhardt et aussi Boris Vian, en font l'un des acteurs de la vie musicale française du XXe siècle.
Sa vie fut tout entière tournée vers la passion, que ce soit celle de la musique, sous toutes ses formes, comme celle de l'amitié, de la famille, et de l'engagement. Un formidable appétit le conduisait vers Jannequin ou Vittoria, comme vers Haydn ou Miles Davis. Une curiosité insatiable et bienveillante l'amenait à lire toutes les partitions qu'il recevait ou sur lesquelles on lui demandait de porter un avis, soucieux d'aider les jeunes compositeurs, de déceler de nouveaux talents.
Parfois bourru, pour cacher une certaine forme de timidité, toujours animé d'un incroyable sens de l'humour, qu'il a manifesté jusque dans ses derniers instants, souvent rabelaisien, fidèle sans relâche en amitié, il nous laisse une œuvre belle et forte, et l'exemple d'une attitude face à la vie. À une époque où les genres et les styles sont tellement interchangeables et où les langages se ressemblent de plus en plus, il a bâti son univers sans souci des clans et chapelles ; quelques notes suffisent à ce qu'on reconnaisse sa musique, personnelle et originale.
Parmi ses dernières créations, citons Diptyque, par l'Orchestre National de France, Pourquoi dors-tu ?, par la Chapelle-Musique du Val-de-Grâce, et Vagues à l'âme, par l'ASM-Ensemble, sa dernière pièce qui fut créée à Moscou, le 9 novembre 2005, au cours du Festival d'Automne.
Il reste à présent à redécouvrir toutes les facettes d'un catalogue qui compte d'absolues réussites, pourquoi d'ailleurs ne pas parler de chefs-d'œuvre, notamment Versets, pour mezzo et ensemble, la Cantate pour un Vendredi-Saint, pour récitant, solistes et orchestre, le Lucernaire, pour double chœur, deux orgues, cuivres et percussion, l'Abandon, pour voix et piano, Reflets de vitrail, pour orgue, Une face de Janus, pour cordes, De toutes couleurs, pour voix...
Si le destin a tracé une double barre à la partition de sa vie, sa musique demeure et occupera sans doute prochainement la place qui lui revient, l'une des toutes premières.

## Entretien accordé aux Éditions du Chant du Monde
En mars 2005, au cours d’une des nombreuses visites amicales qu’il avait l’habitude de nous rendre aux bureaux des Éditions du Chant du Monde, François Vercken nous avait accordé une interview à l’occasion de la création de Diptyque, pour orchestre, sa dernière œuvre qui avait créée ce même mois par Yoël Levi et l'Orchestre National de France. À cette occasion, le compositeur avait résumé sa longue et riche carrière de musicien et d'homme de radio. Auparavant, il s’était entretenu avec Pierre-René Serna sur la genèse de Diptyque. Le musicologue a aimablement mis cet entretien à notre disposition.
Le Chant du Monde : François Vercken, votre biographie nous apprend que votre vocation de compositeur a été tardive, puisque votre premier opus officiel a été écrit à l'âge de vingt-sept ans. Étiez-vous alors totalement novice en matière musicale ?
François Vercken : Pas du tout. J'ai commencé ma carrière de chef de chœur à partir de quatorze ou quinze ans, âge auquel, tout en étant un parfait autodidacte, j'ai fondé ma propre formation. J'ai dirigé énormément, tout en composant pour mes chœurs successifs, toujours en autodidacte. À dix-sept ans, j'avais approché Honegger, voulant être compositeur. Cela n'a pas été un franc succès, car il m'a découragé, en m'avertissant que la composition ne nourrissait guère son homme ! Les encouragements sont venus d'ailleurs, le jour où, à Rabat, après un concert dans lequel j'avais programmé plusieurs petites choses, Yves Baudrier m'a exhorté à travailler plus sérieusement la composition. Grâce à lui, je suis allé chez Daniel-Lesur, à la Schola, pour étudier le contrepoint, puis chez Serge Nigg, pour l'harmonie et la composition. Mes obligations, familiales et professionnelles à la Radio me paraissaient insurmontables, au point d'abandonner la musique. Cela a été une époque difficile. J'avoue que j'ai été totalement découragé, et que j'ai failli tout lâcher! Je dois à l'attentive amitié de Maurice Ohana, qui m'a redonné la foi, de ne pas l'avoir fait. C'est à peu près à cette période que j'ai composé ce que je considère comme mon premier opus vraiment sérieux: Cantate pour un Vendredi Saint. À partir de là, les suggestions et commandes d'amis interprètes se sont finalement enchaînées jusqu'à maintenant, ce qui fait que le catalogue de mes travaux comporte environ une quarantaine de numéros
CDM : Vous avez fait une longue carrière à la Radio...
FV : Oui, tout cela a commencé quand Tolia Nikiprowetsky, qui était un excellent compositeur marseillais, a quitté Radio-Maroc pour seconder Pierre Schaeffer à Paris, alors responsable de l'OCORA (office de coopération radiophonique). Il m'a tout simplement proposé de le remplacer. Après cela, je suis allé à mon tour à Paris, chez Schaeffer notamment, dans son tout neuf "Service de la recherche". Pendant trois ans. J'ai dirigé ensuite le service artistique de Strasbourg, puis de Bordeaux. Je suis revenu à Paris comme conseiller de Michel Philippot, alors directeur de la musique à l'ORTF, pour devenir le numéro deux de France-Musique, sous Charles Chaynes. J'ai cumulé ensuite plusieurs fonctions : retransmission de concerts, responsable de la "musique de chambre", etc. J'ai animé un magazine hebdomadaire consacré à ma passion de toujours, la musique vocale collective, et notamment, à la musique chorale "amateur".
CDM : Beaucoup d'activités pour un seul homme... Comment avez-vous trouvé le temps de composer ?
FV : J'ai évidemment moins composé lorsque j'étais à la Radio. Et soit dit en passant, il va sans dire que je ne me suis jamais programmé. Mais j'ai quand même écrit régulièrement. Je continue aujourd'hui, comme beaucoup de confrères, à élaborer des œuvres créées, mais très rarement redonnées ensuite. Pour moi, 3 ou 4 "créations" par an... J'ai été aussi chroniqueur pendant dix ans au "Monde de la musique".

## Quelques-unes de ses œuvres
- “Les Combats de Dieu”, commande d’État, pour ensemble vocal, double chœur, deux orgues, ensemble de cuivres et percussions, créé par Stéphane Caillat en l’église St Eustache de Paris
- “Faites la fête”, commande de l’Orchestre de Paris - créé Salle Pleyel
- "Arpièges" pour clavecins, harpes, guitares et percussion, commande du C.N.R de Boulogne-Billancourt
- "Le colonel a disparu", commande d'État, opéra pour enfants, - créé dans la Loire
- Concerto pour orgue et ensemble instrumental - créé en l’église de La Madeleine, Paris, Hervé Désarbre à l'orgue et l'Ensemble Instrumental Stringendo dirigé par Jean Thorel. Enregistré par les mêmes interprètes en l'église du Val-de-Grâce
- "Moi, poète ?", pour chœur d'enfants, par la Maîtrise de la Loire
- "Lucernaire de Reims", commande d'État, pour voix d'enfants, voix d'hommes, cuivres, percussions et deux orgues - créé à Reims par la Maîtrise de Lyon dirigée par Jean-François Duchamp
- "Revêtons les armes de lumière", pour quintette de cuivres et orgue, créé par le Quintette de Cuivres Just' A Five et Hervé Désarbre à l'orgue, en l’église du Val de Grâce
- "Vexilla Regis prodeunt", motet à 6 voix a cappella, créé par l'Ensemble Venance Fortunat au Festival d'Art Sacré de Paris
- "reflet de vitrail", pour orgue, commande d’État pour le Concours International d’Orgue de Chartres, au cours duquel l'œuvre fut créée en 1996
- "L'Abandon", mélodie pour Soprano et piano, poème de Lucien Plaissy, créé par Maya et Jeanne Serero à la Société Nationale de Musique
- "Alliages", pour Carillon et Orgue, Festival des orgues de Maine et Loire, créé par Jacques Lannoy au carillon ambulant du Nord-Pas de Calais et Olivier Latry à l'orgue en la Cathédrale d'Angers
- "Auprès de la fontaine", pour contre-ténor, viole de gambe, clavecin et flûte, Poème de Loys Masson - créé en l’église N.-D du travail à Paris
- Psaume "Pourquoi dors-tu ?", pour chœur mixte et orgue, créé par la Chapelle-Musique du Val-de-Grâce, dirigée par Étienne Ferchaud, avec Bruno Schweyer à l'orgue, en l'église du Val-de-Grâce
- Psaume "Le Messie, vainqueur, roi et prêtre", pour chœur mixte et orgue, créé par la Chapelle-Musique du Val-de-Grâce, dirigée par Bruno Schweyer, avec Hervé Désarbre à l'orgue, en l'église du Val-de-Grâce
- "Ton sur Ton", pour orgue, créé par Hervé Désarbre en l'église du Val de Grâce, Paris
- Contournement-Détournement, pour orgue, créé par François-Henri Houbart en l'église saint-Séverin
- Cantate pour un Vendredi-Saint, Pour mezzo-soprano, baryton, comédien & orchestre
- Une face de Janus, pour orchestre à cordes
- An Serpent I, opéra sur un texte de Philippe Beaussant
- Facettes, pour orchestre, créé par l'Orchestre national de Lille sous la direction de Jean-Claude Casadesus
- Diptyque, pour orchestre symphonique, créé par l'Orchestre national de France, dirigé par Yoel Levi

## Discographie
- "Le Lucernaire", Jean-François Duchamp, direction, CD Pavane Records
- œuvres pour orchestre à cordes, pour orgue, pour orgue et orchestre, par Hervé Désarbre, orgue du Val-de-Grâce, l'ensemble Orchestral Stringendo dirigé par Jean Thorel, CD De Plein Vent
- Tango-Rondo-Barjot, pour orgue, par Hervé Désarbre à La Madeleine, Paris, CD Mandala
- Prélude pour Anaïs pour orgue, par Hervé Désarbre à La Maddalena, Rome, CD Mandala
- Coffret François Vercken, comprenant "Les Combats de Dieu", "Intumescence", "Contournement-Détournement", "Six instants poétiques", "Sine Nomine", "Discontinuum"
- "Les Combats de Dieu", Stéphane Caillat, direction, CD De Plein Vent